# Ilha de Santa Catarina (Espanha)
A ilha de Santa Catarina (em castelhano:  isla de Santa Catalina) é uma ilha espanhola situada nos arredores da península de Almina, na cidade autónoma norte-africana de Ceuta.
Entre as décadas de 1980 e 1990 do século XX, a ilha foi soterrada e ligada ao continente, devido ao crescimento excessivo de resíduos despejados no lixão da cidade.
Atualmente, a Direção de Costas e Ambiente Marítimo do Ministério da Agricultura, Alimentação e Meio Ambiente é responsável pelas obras de deslocação, vedação e acondicionamento da antiga lixeira de resíduos sólidos urbanos do local, na qual a ilha foi limpa e reabilitada e a sua pequena Fortaleza Circular, era utilizada como prisão no século XVIII.